# Kými-Alivéri
Kými-Alivéri (en grec : Κύμη-Αλιβέρι) est un dème situé dans la périphérie de Grèce-Centrale en Grèce. Le dème actuel est issu de la fusion en 2011 entre les dèmes d'Avlóna, des Dystiens, de Konistres, de Kými et de Taminéi, devenus des districts municipaux.